# Dragiša Vučinić
Dragiša Vučinić - Vučko (1948.), bh. košarkaš, jug. reprezentativac. Jedan od najboljih centara u Jugoslaviji 1970-ih.

## Životopis
Igrao od prva gostovanja u povijesti Lokomotive iz Mostara. Igrao do završetka srednje elektrotehničke škole. Skauti beogradske Crvene zvezde su ga opazili te su ga 1967. doveli u svoj klub, a Vučinić je u Beogradu nastavio studirati. Igrao za Jugoslaviju na Europskom prvenstvu u Essenu u Njemačkoj 1971. godine gdje je Jugoslavija osvojila srebro. Sa Zvezdom je osvojio Kup kupova 1974. godine, u generaciji sa Slavnićem, Simonovićem, Cvetkovićem i Kapičićem. Prvi je od niza mostarskih košarkaša koji je napravio veliku europsku karijeru.